# Děrovačka

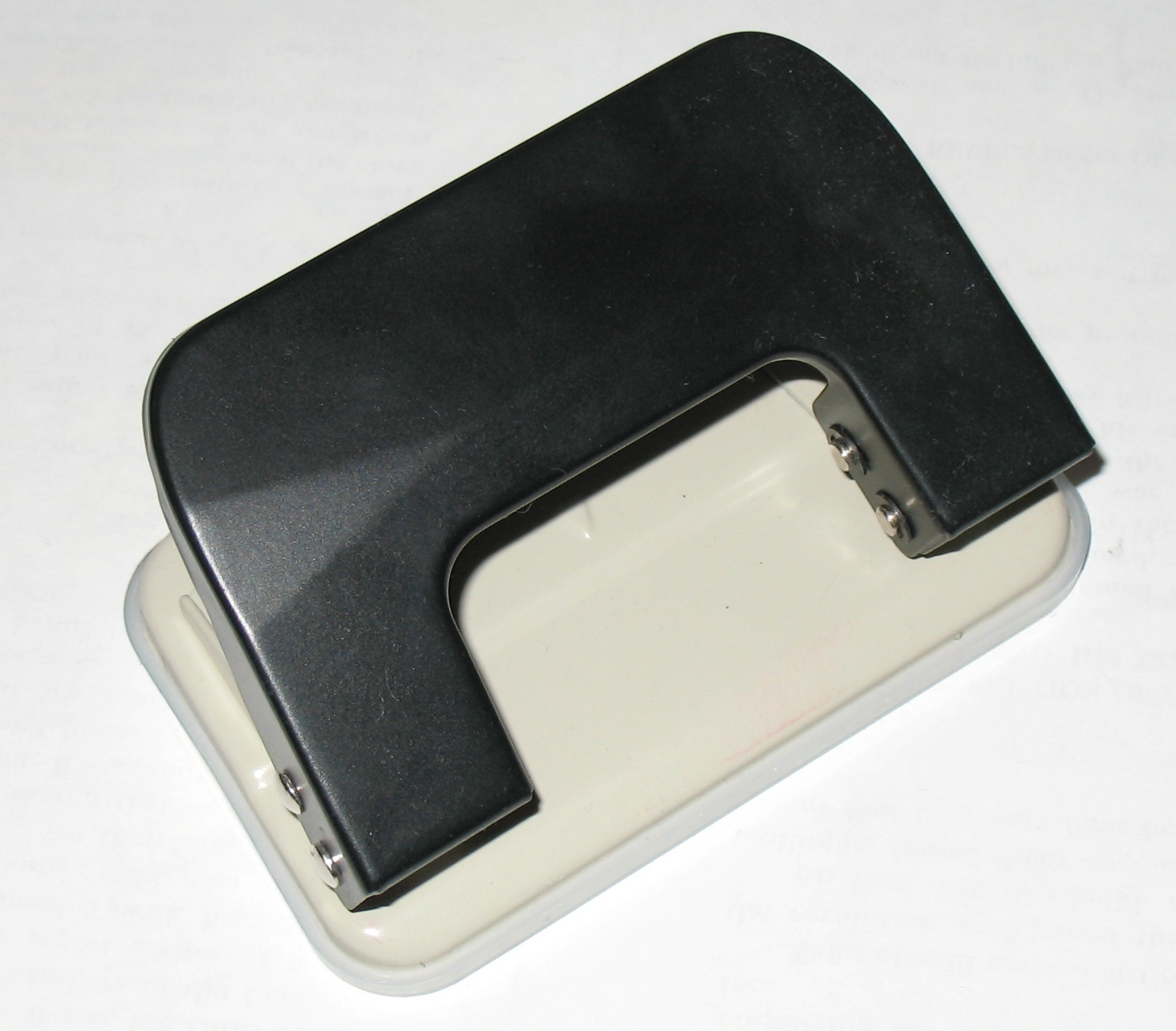
Děrovačka s dvěma dírami

Děrovačka je kancelářská pomůcka, která se používá na vytvoření díry v papíru. Tento systém se používá zejména u šanonů.
Vyrábí se ve více variantách. Děrovačky se liší podle toho, zda do papíru vtlačují jednu, dvě, nebo více děr.
Byla vynalezena 14. listopadu 1886 Friedrichem Soenneckenem.

## Mechanismus

Mechanismus děrovačky

Každá děrovačka se skládá z páky spojené s ostrým kovovým válcem, který po rychlém stlačení páky vytlačí do papíru díru.